# Chantal Kelly
Chantal Basignani, más conocida como Chantal Kelly, (Marsella, 8 de abril de 1950) es una cantante francesa. Su estilo de música yeyé le permitió ser reconocida principalmente en los años sesenta. Actuó como invitada en el programa Galas del Sábado de TVE en 1970.

## Discografía

### Álbum con el nombre de Chantal Kelly
- Álbum: Interdit aux moins de 18 ans publicado en 1966, Philips Records.[1]

1. Interdit aux moins de 18 ans
2. Caribou
3. Les Poupées d'aujourd'hui
4. Je n'ai jamais vraiment pleuré
5. Je n'ai que quinze ans
6. Rien qu'une guitare
7. Des plaines et des bois
8. Notre prof' d'anglais
9. Ne perds pas ton temps
10. Le Château de sable
11. Je sais bien
12. Toi mon magicien